# Stazione di Castleconnell
La stazione di Castleconnell  è una stazione ferroviaria che fornisce servizio a Castleconnell, contea di Limerick, Irlanda. Attualmente la linea che vi passa è la ferrovia Limerick-Ballybrophy. La stazione fu aperta l'8 agosto 1858 ed è dotata di un solo binario, oltre che di un piccolo parcheggio. Non è dotata di personale e si trova vicina al passaggio a livello a est del centro cittadino e non lontano dalla Castleconnell national school.

## Treni
La tabella degli orari dei treni che fanno fermata qui è la seguente.
- Lunedì-Sabato
  - Treno 06:47 verso Ballybrophy
  - Treno 11:40 verso Limerick
  - Treno 17:05 verso Ballybrophy
  - Treno 20:29 verso Limerick
- Domenica
  - Treno 18:00 verso Ballybrophy
  - Treno 21:20 verso Limerick

## Servizi ferroviari
- Ferrovia Limerick-Ballybrophy

## Servizi
- Servizi igienici
- Capolinea autolinee